# Pekansaari (ö i Norra Karelen, Joensuu, lat 62,76, long 28,71)
Pekansaari är en ö i Finland. Den ligger i sjön Rikkavesi och i kommunen Outokumpu i den ekonomiska regionen  Joensuu ekonomiska region  och landskapet Norra Karelen, i den centrala delen av landet, 300 km nordost om huvudstaden Helsingfors. Öns area är 1,7 hektar och dess största längd är 210 meter i öst-västlig riktning.